# Fire Bird (Miyavi-album)
A Fire Bird Miyavi japán rockzenész tizedik stúdióalbuma, mely 2016. augusztus 31-én jelent meg. A lemez 11. volt az Oricon slágerlistáján és a Billboard Japan listáján is.

## Háttér és megjelenés
Miyavi 2016. április 29-én Afraid to Be Cool / Raise Me Up címmel digitális kislemezt adott ki. Az album megjelenését követően újabb turnéra indult Miyavi Japan Tour 2016 „New Beat, New Future” címmel, melynek keretében tíz koncertet adott. Az utolsó fellépése a Makuhari Messe konferenciaközpontban volt, melyet élőben közvetített az Abema TV. A közvetítést több mint 100 000-en nézték.

## Számlista
| #   | Cím                         | Szerző(k)                                                              | Hossz |
| --- | --------------------------- | ---------------------------------------------------------------------- | ----- |
| 1.  | Another World               | Lenny Skolnik, Tom Leonard, Miyavi                                     | 4:19  |
| 2.  | Fire Bird                   | Jonny Litten, Seann Bowe, Miyavi, Jun                                  | 3:26  |
| 3.  | Dim It (ft. Rosie Bones)    | Lenny Skolnik, Rosie Bones, Miyavi                                     | 3:22  |
| 4.  | Raise Me Up                 | Jonny Litten, Lenny Skolnik, Seann Bowe, Miyavi                        | 3:58  |
| 5.  | You Know It's Love          | Doc Brittain, Lenny Skolnik, Nick Long, Miyavi                         | 3:09  |
| 6.  | Afraid To Be Cool           | Ilan Kidron, Lenny Skolnik, Miyavi                                     | 3:34  |
| 7.  | She Don't Know How To Dance | Adam Kapit, Ilan Kidron, Lenny Skolnik, Mereki Beach, Miyavi, Jun      | 2:47  |
| 8.  | Steal The Sun               | Austin Massirman, Bobo, Lenny Skolnik, Tony Rodini, Miyavi             | 4:10  |
| 9.  | Long Nights                 | Doc Brittain, Ilan Kidron, Lenny Skolnik, Ras, Tyko, Miyavi            | 3:47  |
| 10. | Hallelujah                  | Austin Massirman, Lenny Skolnik, Tom Leonard, Tony Rodini, Miyavi, Jun | 3:37  |
| 11. | Epic Swing (bónuszdal)      |                                                                        | 2:56  |